# Comté de Yuma (Arizona)
Ne doit pas être confondu avec Comté de Yuma (Colorado).
Le comté de Yuma , en anglais : Yuma County, est situé dans l'État de l'Arizona, aux États-Unis. Son siège est la ville de Yuma. Lors du recensement des États-Unis de 2020, sa population s’élevait à 203 881 habitants.

## Démographie
| Groupe            | Comté de Yuma | Arizona | États-Unis |
| ----------------- | ------------- | ------- | ---------- |
| Euro-américains   | 70,4          | 73,0    | 72,4       |
| Autres            | 21,0          | 12,1    | 6,4        |
| Métis             | 3,8           | 3,4     | 2,9        |
| Afro-Américains   | 2,0           | 4,1     | 12,6       |
| Amérindiens       | 1,6           | 4,6     | 0,9        |
| Asiatiques        | 1,2           | 2,8     | 4,8        |
| Total             | 100           | 100     | 100        |
|                   |               |         |            |
| Latino-Américains | 59,7          | 29,7    | 16,7       |

Selon l'American Community Survey pour la période 2011-2015, 49,93 % de la population âgée de plus de 5 ans déclare parler l'espagnol à la maison, 47,94 % déclare parler l'anglais et 2,13 % une autre langue.
| 1870  | 1880  | 1890  | 1900  | 1910  | 1920   |
| ----- | ----- | ----- | ----- | ----- | ------ |
| 1 621 | 3 215 | 2 671 | 4 145 | 7 733 | 14 904 |

| 1930   | 1940   | 1950   | 1960   | 1970   | 1980   |
| ------ | ------ | ------ | ------ | ------ | ------ |
| 17 816 | 19 326 | 28 006 | 46 235 | 60 827 | 90 554 |

| 1990    | 2000    | 2010    | 2020    | - | - |
| ------- | ------- | ------- | ------- | - | - |
| 106 895 | 160 026 | 195 751 | 203 881 | - | - |